# 星ひとつの夜
星ひとつの夜（ほしひとつのよる）は、山田太一ドラマスペシャルとして2007年5月25日の21:00 - 22:52に、フジテレビ系の「金曜プレステージ」枠で放送されたテレビドラマである。視聴率は18.4%。

## ストーリー
コンサートホールの忘れ物のコートを届けるため、26歳の青年「岩崎大樹」の高級マンションに届けに行った中年男「野々山廣治」は、頑なに謝礼を断る。そんな清掃員の野々山に、岩崎はオーラを感じて接触を試みる。野々山は、11年間の刑務所暮らしを終えて孤独に暮らしていたが、岩崎に何らかのシンパシーを感じて、再び会いに行く。
岩崎は、株式取引で90億円もの資金を動かすデイトレーダーだったが、莫大な大金を手にしたことから、友達は「話が合わない」と離れていき、近寄ってくるのは怪しい者達ばかり。自分が金持ちであることで、他人の態度が変わるのを恐れ、恋人を自宅にも呼べなくなっているのだった。そんな岩崎のため、野々山は岩崎の母に会いに行くが、岩崎の母からは「株取引を止めさせて」と懇願される。
年齢は違えど、互いを信頼しあう友人として付き合う野々山と岩崎。しかし、野々山の同僚である池尾から、野々山が「11年の懲役帰りの殺人犯」だと聞いた岩崎は、野々山に問いただす。全てを認めた野々山だが、「本当は自分は、殺人などしていない」と叫ぶのだった。恋人と共に、事情を聞きに訪ねて来た岩崎に、野々山は真相を打ち明ける。
野々山は12年前、当時つきあっていた同じマンションに住む浮気相手と、浮気後に同じタクシーとエレベーターに乗り、その直後に彼女が殺されていた事から、その犯人として逮捕されたのだ。岩崎は私立探偵を雇い、野々山を娘と会わせるべくセッティングするのであった…。

## キャスト
野々山廣治（52）：渡辺謙
11年間の刑務所暮らしを終え、出所。他人との関わり合いをさけて暮らしている孤独なコンサートホールの清掃員。
岩崎大樹（26）：玉木宏
自宅で、デイ・トレーダーとして株を売買して、何十億もの大金を毎日動かしている。
宮下奈津（25）：国仲涼子
大樹の恋人。
内藤彰介（70）：井川比佐志
廣治の保護司。
内藤文子（67）：赤座美代子
彰介の妻。
池尾憲一（65）：笹野高史
廣治と共にコンサートホールで働く清掃員。
佐伯美紀（18）：福田沙紀
廣治の離婚した妻との間の娘。この作品の終盤に登場するキーパーソン。
岩崎由江（50）：いしだあゆみ
大樹の母。ホスピスの責任者。株取引を理解できず、大樹とは2年も会っていない。

## スタッフ
- 脚本：山田太一
- 企画：中村敏夫（FCC）
- プロデュース：長部聡介（フジテレビ）、樋口徹・中津留誠（FCC）
- 演出：田島大輔（FCC）
- 音楽：海田庄吾
- 制作協力：FCC
- 制作著作：フジテレビ

## 備考
企画の中村敏夫は、山田太一の代表作のひとつ『早春スケッチブック』（1983年）をプロデュースするなど、フジテレビにおける山田太一作品の窓口役として数多く手がけてきた。